# Architecture de Tokyo
L'architecture de Tokyo a grandement été façonnée par l'histoire de la ville. À deux reprises dans l'histoire récente, la métropole  s'est retrouvée en ruines : une première fois lors du séisme de 1923 de Kantō et plus tard après les  bombardements incendiaires de la Seconde Guerre mondiale. Pour cette raison, le paysage urbain actuel de Tokyo est composé d'une architecture moderne et contemporaine, et les bâtiments anciens sont rares.

## Bâtiments notables
- Tokyo Tower
- Rainbow Bridge
- Bâtiment de la Diète nationale
- Yoyogi National Gymnasium
- Siège du gouvernement métropolitain de Tokyo
- Tokyo Big Sight
- Asahi Beer Hall par Philippe Starck
- Gare de Tokyo, bâtiment de briques rouges
- Tokyo International Forum
- Roppongi Hills

## Galerie d'images

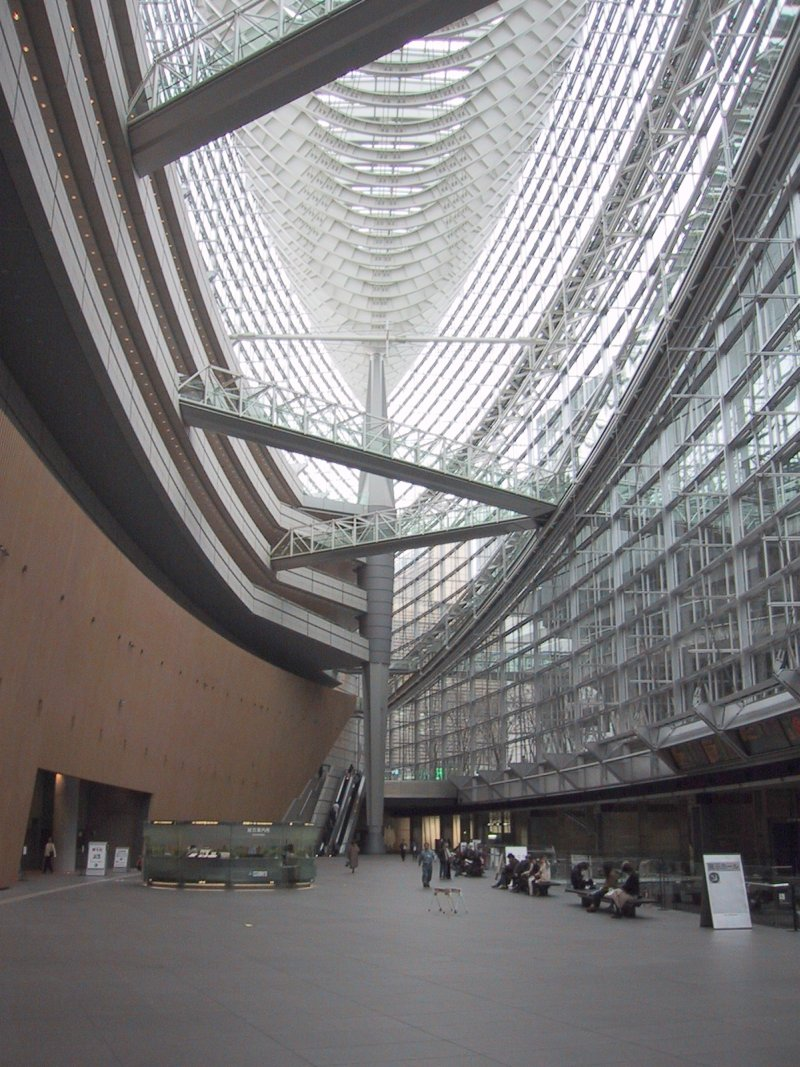
Tokyo International Forum
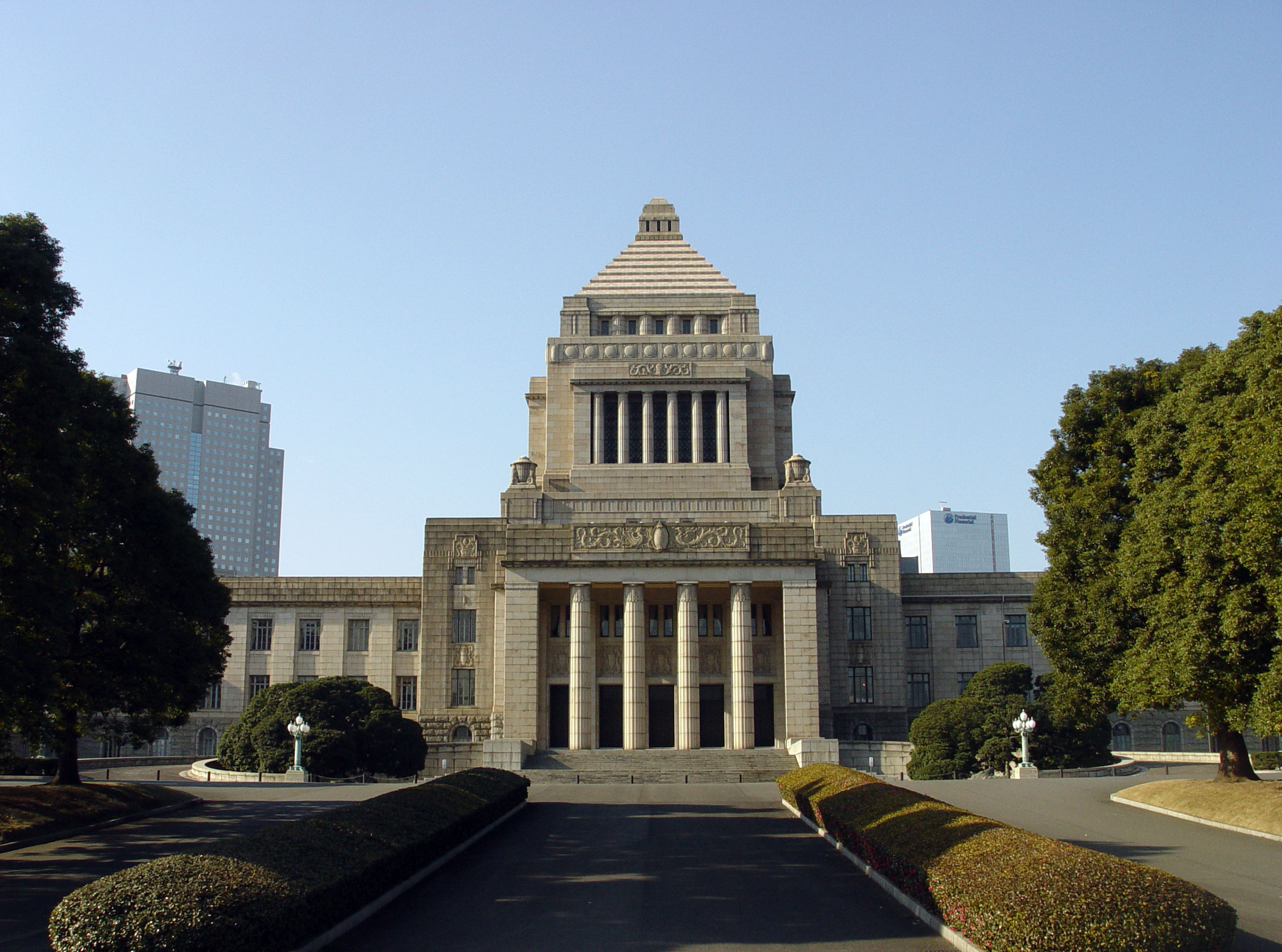
Bâtiment de la Diète nationale.
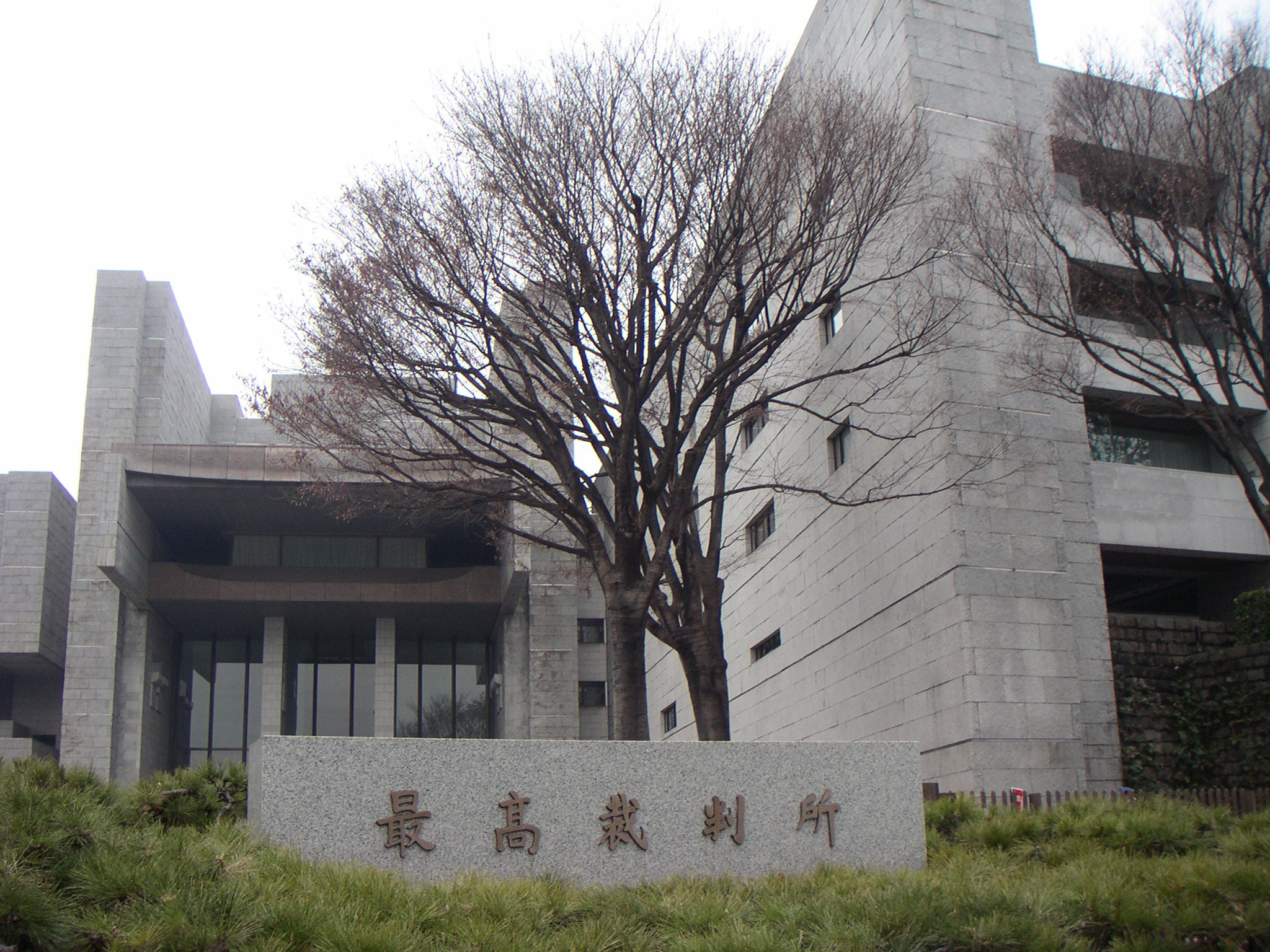
Cour suprême du Japon.
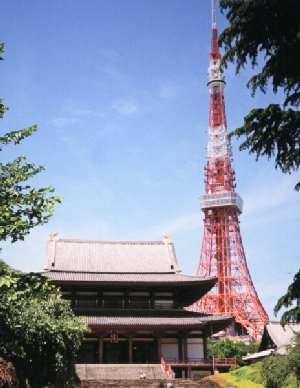
Zōjō-ji, (temple dans le parc de Shiba) et Tokyo Tower.
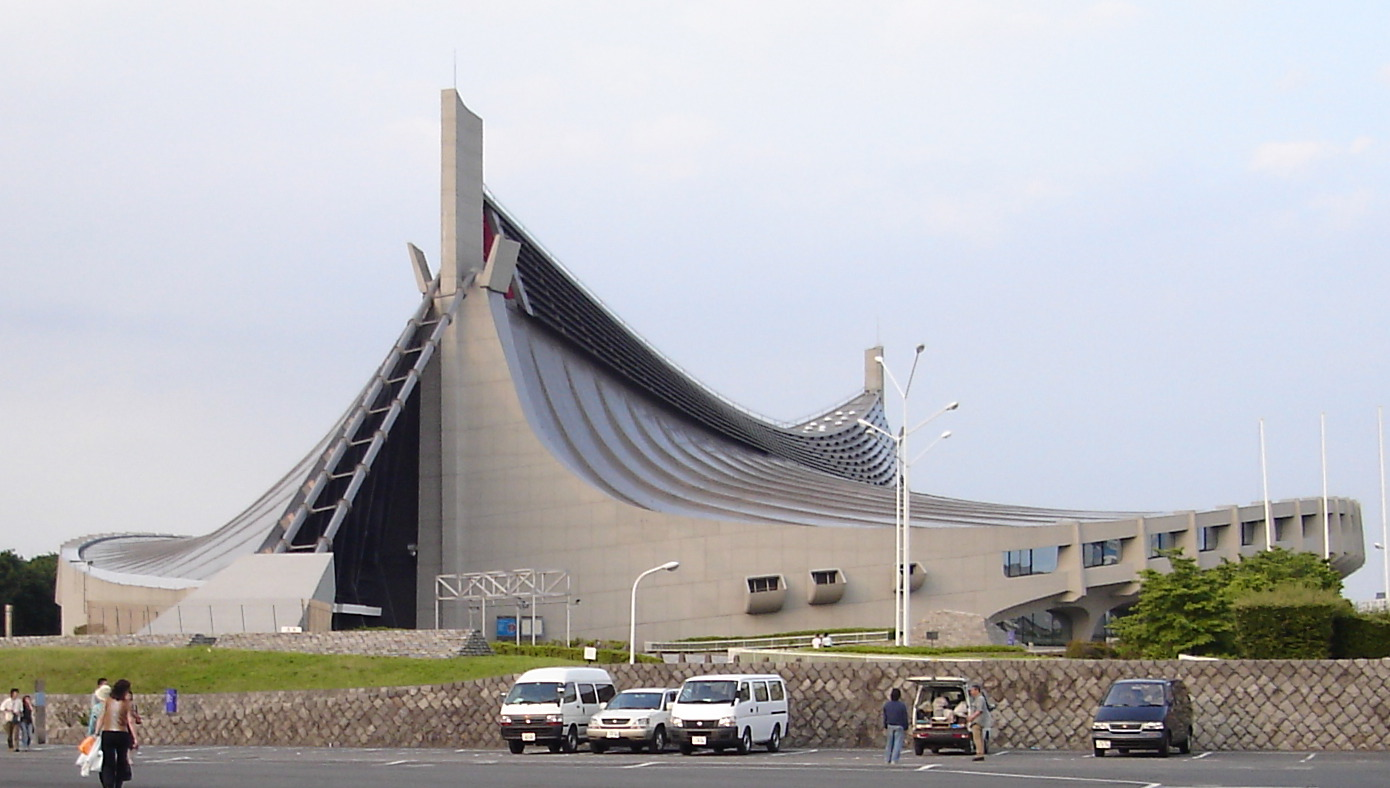
Yoyogi National Gymnasium, œuvre de Kenzo Tange.